# Kropptjärnen (Älvdalens socken, Dalarna, 678240-139784)
Kropptjärnen är en sjö i Älvdalens kommun i Dalarna och ingår i Dalälvens huvudavrinningsområde.